# اسکار مینکوفسکی
اسکار مینکوفسکی (آلمانی: Oskar Minkowski؛ ‏ ‎/mɪŋˈkɔːfski, -ˈkɒf-/‎؛ آلمانی: [mɪŋˈkɔfski] ۱۳ ژانویه ۱۸۵۸ – ۱۸ ژوئیهٔ ۱۹۳۱) پزشک و فیزیولوژیست اهل آلمان بود.
اسکار مینکوفسکی استاد دانشگاه برسلاو بود و به سبب پژوهش‌های در زمینهٔ دیابت شهرت دارد. او همچنین برادر ریاضی‌دان آلمانی هرمان مینکوفسکی و پدر اخترفیزیکدان آلمانی رودولف مینکوفسکی بود. وی در اصل از یهودیان آلمان بود که بعدها به مسیحیت گروید.
اسکار مینکوفسکی به‌همراه یوزف فون مرینگ پژوهش‌های مهمی در زمینهٔ دیابت انجام دادند؛ از جمله آنکه در سال ۱۸۸۹ ثابت کردند که اگر لوزالمعده سگ را با جراحی خارج کنند، سگ دچار دیابت می‌شود. بدین ترتیب آنان دریافتند که لوزالمعده ماده‌ای به درون خون ترشح می‌کند که در تنظیم قند خون نقش دارد.
برای قدردانی از مشارکت‌های مهم مینکوفسکی، «انجمن مطالعات دیابت اروپا»، هر سال جایزه مینکوفسکی را برای یک پژوهش یا مشارکت برجسته در حوزهٔ دیابت به یک پژوهشگر جوان این حوزه اعطا می‌کند.